# Groupe de NGC 1417
Le groupe de NGC 1417 comprend au moins 14 galaxies situées dans les constellations de l'Éridan. La distance moyenne entre ce groupe et la Voie lactée est d'environ 57,7 Mpc (∼188 millions d'al). 

## Membres
Le tableau ci-dessous liste les 14 galaxies du groupe indiquées dans l'article de A.M. Garcia paru en 1993.  Notons que NGC 1417 n'est ni la galaxie la plus grosse ni la plus brillante de ce groupe. C'est NGC 1453 qui est la plus brillante et c'est MCG -1-10-35 qui est la plus grosse.   
| Nom          | Class.    | Type                        | α (J2000.0)   | δ (J2000.0)  | Vitesse radiale (km/s) | m            | Distance (Mpc) | Diamètre (kal) |
| ------------ | --------- | --------------------------- | ------------- | ------------ | ---------------------- | ------------ | -------------- | -------------- |
| NGC 1358     | SAB(r)0/a | Lenticulaire                | 03h 33m 39.7s | -05° 05′ 22″ | 4028 ± 10              | 12,1         | 57,2 ± 4,0     | 140            |
| NGC 1376     | SA(s)cd   | Spirale                     | 03h 37m 05.9s | -05° 02′ 34″ | 4152 ± 3               | 12,1         | 59,1 ± 4,1     | 70             |
| NGC 1417     | SAB(rs)b  | Spirale intermédiaire       | 03h 41m 57.4s | -04° 42′ 17″ | 4125 ± 4               | 12,1         | 58,8 ± 4,1     | 119            |
| NGC 1418     | SB(s)b?   | Spirale barrée              | 03h 42m 16.1s | -04° 43′ 51″ | 4204 ± 6               | 13,6         | 60,0 ± 4,2     | 84             |
| NGC 1441     | SB(s)b    | Spirale barrée              | 03h 45m 43.1s | -04° 05′ 30″ | 4296 ± 14              | 12,9         | 61,4 ± 4,3     | 80             |
| NGC 1449     | S0        | Lenticulaire                | 03h 46m 03.1s | -04° 08′ 17″ | 4049 ± 29              | 13,4         | 57,8 ± 4,1     | 40             |
| NGC 1451     | S0-?      | Lenticulaire                | 03h 46m 07.1s | -04° 04′ 09″ | 3916 ± 45              | 13,4         | 55,8 ± 4,4     | 32             |
| NGC 1453     | E2-3      | Elliptique                  | 03h 46m 27.2s | -03° 58′ 08″ | 3886 ± 6               | 11,5         | 55,4 ± 3,9     | 128            |
| MK 1078      | ?         | ?                           | 03h 40m 49.1s | -03° 49′ 46″ | 4022 ± 45              | 13,7 ± 0,3   | 57,3 ± 4,1     | 49             |
| MCG -1-10-13 | SB(s)m?   | Spirale barrée magellanique | 03h 38m 26.3s | -04° 18′ 27″ | 4073 ± 5               | 13,7699      | 58,0 ± 4,1     | 101            |
| MCG -1-10-31 | S0/E      | Lenticulaire                | 03h 46m 03.3s | -03° 12′ 33″ | 3883 ± 45              | 14,95 ± 0,12 | 55,3 ± 3,9     | 61             |
| MCG -1-10-35 | Sc        | Spirale                     | 03h 46m 35.8s | -04° 27′ 11″ | 3798 ± 1               | 11,43        | 54,1 ± 3,8     | 129            |
| MCG -1-10-36 | Sbc?      | Spirale                     | 03h 46m 57.9s | -03° 27′ 41″ | 3987 ± 6               | 11,75        | 56,9 ± 4,0     | 95             |
| MCG -1-10-37 | SB(s)dm?  | Spirale barrée magellanique | 03h 47m 39.7s | -04° 21′ 08″ | 4197 ± 7               | 16,07 ± 0,12 | 60,0 ± 4,2     | 106            |

Le site DeepskyLog permet de trouver aisément les constellations des galaxies mentionnées dans ce tableau ou si elles ne s'y trouvent pas, l'outil du site constellation permet de le faire à l'aide des coordonnées de la galaxie. Sauf indication contraire, les données proviennent du site NASA/IPAC. NASA/IPAC.